# Grammy Latino de 2013
A 14.ª edição anual do Grammy Latino foi realizada em 21 de novembro de 2013, no Mandalay Bay Events Center, em Las Vegas, Nevada, nos Estados Unidos. Esta foi a sexta vez que o Grammy Latino foi realizado neste local. A transmissão principal foi transmitida pela Univision.
As indicações foram anunciadas em 25 de setembro de 2013. Javier Garza, Illya Kuryaki and the Valderramas e Carlos Vives lideraram as indicações com cinco indicações cada. Miguel Bosé foi homenageado como Personalidade do Ano da Academia Latina da Gravação em 20 de novembro, um dia antes do Grammy Latino.
Carlos Vives foi o maior vencedor com três prêmios, incluindo Canção do Ano por "Volví a Nacer"; Marc Anthony ganhou Gravação do Ano por "Vivir Mi Vida"; Draco Rosa ganhou o prêmio de Álbum do Ano por Vida; e Gaby Moreno foi premiada como Melhor Artista Revelação. O produtor Sergio George ganhou três prêmios, incluindo o de Produtor do Ano.

## Vencedores e indicados
Os vencedores estão listados em primeiro e destacados em negrito.

### Geral
| Gravação do Ano | Álbum do Ano |
| --- | --- |
| - "Vivir Mi Vida" – Marc Anthony - "Tanto" – Pablo Alborán - "La Nave Del Olvido" – Concha Buika - "Lo Mejor Que Hay En Mi Vida" – Andrés Cepeda - "Bachata Rosa" – Natalie Cole Duet com part. de Juan Luis Guerra - "Desde Lejos" – Santiago Cruz - "Más Y Más" – Draco Rosa com part. de Ricky Martin - "Mi Marciana"– Alejandro Sanz - "Um Abraçaço" – Caetano Veloso - "Volví A Nacer" – Carlos Vives | - Vida – Draco Rosa - Tanto – Pablo Alborán - Presente – Bajofondo - Papitwo – Miguel Bosé - Lo Mejor Que Hay En Mi Vida – Andrés Cepeda - Natalie Cole en Español – Natalie Cole - Escultura – Guaco - Versiones – Gian Marco - La Música No Se Toca – Alejandro Sanz - Corazón Profundo – Carlos Vives |
| Canção do Ano | Melhor Artista Revelação |
| - "Volví a Nacer" – Andrés Castro e Carlos Vives - "Esse Cara Sou Eu" – Roberto Carlos - "La Que Me Gusta" – José Luis Pardo - "Llorar" – Mario Domm, Hanna Huerta e Jesse & Joy - "Lo Mejor Que Hay En Mi Vida" – Amaury Gutiérrez - "Mi Marciana" – Alejandro Sanz - "Si Yo Fuera Tú" – Jorge Luis Piloto - "Sólo El Amor Nos Salvará" – Aleks Syntek - "Um Abraçaço" – Caetano Veloso                   | - Gaby Moreno - A Band of Bitches - Leslie Cartaya - EliaCim - Clarice Falcão - Jesús Hidalgo - Maluma - Mojito Lite - Quattro - Milton Salcedo |

### Pop
| Melhor Álbum Pop Vocal Contemporâneo                                                                                                   | Melhor Álbum Pop Vocal Tradicional |
| --- | --- |
| - La Música No se Toca — Alejandro Sanz - Papitwo — Miguel Bosé - Vida — Draco Rosa - Syntek — Syntek - Los Momentos — Julieta Venegas | - Lo Mejor Que Hay En Mi Vida — Andrés Cepeda - Tanto — Pablo Alborán - Natalie Cole en Español — Natalie Cole - Otras Verdades — India Martínez - Viajero Frecuente — Ricardo Montaner |